# El visitante (película de 2022)
El visitante es una película de dramática boliviana dirigida por Martín Boulocq.
Fue seleccionada en la Sección Copia Final de Ventana Sur 2020. La película tuvo su estreno mundial en el Festival de Cine de Tribeca en Nueva York, Estados Unidos donde obtuvo el premio a Mejor Guion.  Se trata del cuarto largometraje del destacado realizador boliviano que además obtuvo galardones en el Festival de Cine de Lime, Perú, Festival de Cine de Antalya, Turquía y en la sección oficial (competencia latinoamericana) de la 37.ª edición del Festival Internacional de Cine de Mar del Plata.
La película fue seleccionada como la entrada boliviana a mejor película internacional en la Premios Óscar 2024.

## Sinopsis
¿Es posible reconstruir los lazos familiares y sociales tras pasar años en prisión? Martin Boulocq explora este conflicto a través de la figura de Humberto, un religioso apasionado por la ópera que sale de la cárcel con un objetivo claro: estrechar lazos con su hija adolescente, que vive en una comunidad cerrada con sus abuelos maternos, dos famosos y ricos pastores evangelistas. Tanto las ceremonias religiosas como otras escenas interiores contribuyen a la densidad barroca de la película: los planos están llenos de detalles, predomina la iluminación tenue, múltiples tonos de azul brillante. Un acontecimiento del pasado marca a Humberto y a la película: la muerte de la madre de su hija, que sufría una depresión. Los detalles de esta muerte quedan estrictamente fuera de la pantalla; la responsabilidad de Humberto y de su familia política es un misterio que late en el corazón de la película.

## Elenco
- Enrique Araoz
- César Troncoso
- Svet Mena
- Mirella Pascual
- Teresa Gutiérrez
- Romel Vargas